# Browning (Montana)
Browning is een plaats (town) in de Amerikaanse staat Montana, en valt bestuurlijk gezien onder Glacier County.

## Demografie
Bij de volkstelling in 2000 werd het aantal inwoners vastgesteld op 1065.
In 2006 is het aantal inwoners door het United States Census Bureau geschat op 1079, een stijging van 14 (1,3%).

## klimaat
In Browning werd het grootste temperatuurverschil in 24 uur ooit gemeten. In 1916 daalde de temperatuur van 6,7 °C naar -49 °C, een daling van de temperatuur op één dag met 56 °C.

## Geografie
Volgens het United States Census Bureau beslaat de plaats een oppervlakte van
0,7 km², geheel bestaande uit land. Browning ligt op ongeveer 1331 m boven zeeniveau.

## Plaatsen in de nabije omgeving
De onderstaande figuur toont nabijgelegen plaatsen in een straal van 36 km rond Browning.